# Чибісов Іван Андрійович
Іван Андрійович Чибісов (нар. 10 серпня 1936, Фатеж) — український живописець; член Спілки радянських художників України з 1970 року.

## Біографія
Народився 10 серпня 1936 року в місті Фатежі Курської області (нині Росія). 1966 року закінчив Московське вище художньо-промислове училище, де навчався у Василя Бордиченка, Бориса Іорданського, Володимира Замкова.
Мешкав у Донецьку в будинку на вулиці Бірюзова, № 24, квартира № 7 та у будинку на вулиці Куйбишева, № 210, квартира № 88.

## Творчість
Працював у галузях монументального та станкового живопису. Серед робіт:
- «Думи мої, думи мої» (1969);
- «Донбас індустріальний» (1980);
- «Розлучення» (1996);
- «Місячна соната» (1996);
- «Примара» (1996).